# 金融商品取引所
金融商品取引所（きんゆうしょうひんとりひきじょ）とは、金融商品取引法上の用語であり、内閣総理大臣の免許を受けて金融商品市場を開設する金融商品会員制法人又は株式会社をいう（金融商品取引法第2条第16項）。金融商品取引所に上場可能な上場商品は、有価証券又は市場デリバティブ取引。
従前、証券取引法に基づく証券取引所と金融先物取引法に基づく金融先物取引所とに分かれていたが、金融サービスの横断的な規制等を目的として、「証券取引法等の一部を改正する法律」（平成18年法律第65号）及び「証券取引法等の一部を改正する法律の施行に伴う関係法律の整備等に関する法律」（平成18年法律第66号）が施行されたことに伴い、証券取引法は「金融商品取引法」と題名が改められ、金融先物取引法等が廃止された結果、証券取引法及び金融先物取引法上の各取引所に関する規定が統合され、金融商品取引法上の金融商品取引所となった。
本記事では金融商品取引法上の金融商品取引所持株会社、自主規制法人、自主規制委員会についても記載する。

## 名称について
これまで、証券取引所はその名称又は商号に「証券取引所」という文字を用いなければならず、同様に、金融先物取引所についても「金融先物取引所」との文字を名称又は商号に用いるものとされていたが、金融商品取引法第86条第1項は、その名称又は商号に「取引所」という文字を用いなければならないとするにとどめたため、これまでどおり、「証券取引所」又は「金融先物取引所」との名称を用いることが可能となっている。
なお、旧「東京金融先物取引所」は2007年（平成19年）9月に「東京金融取引所」に、旧「大阪証券取引所」は2014年3月に「大阪取引所」に商号を変更している。

## 種類について
会員金融商品取引所取引所金融商品市場を開設する金融商品会員制法人（法87条の6第1項）。
株式会社金融商品取引所取引所金融商品市場を開設する株式会社（法第87条の6第1項）。

## 金融商品取引所持株会社について
内閣総理大臣の認可を得て株式会社金融商品取引所を子会社とする株式会社である（法第2条18項、第106条の10）。
2019年9月現在現存する例として、株式会社日本取引所グループが金融商品取引所持株会社としての認可を得ている。
一般に株式会社金融商品取引所については、株主規制がなされており、原則、総株主の議決権の20%以上を保有することが出来ない（場合によっては15%以上。この割合を「保有基準割合」という）。その例外としての制度として平成15年の証券取引法改正により、持株会社制度が創設されたものである。

### 金融商品取引所持株会社が子会社とすることのできる会社
金融商品取引所持株会社は、定義上株式会社金融商品取引所を子会社としている。ただ、「取引所金融商品市場の開設及びこれに附帯する業務を行う会社」以外についても、「内閣総理大臣の認可を受けた場合には」、下記類型の会社を子会社とすることができる。（法第106条の24、第106条の12第1項第1号ロからニ）
- 取引所金融商品市場の開設に関連する業務を行う会社
- 商品市場開設業務を行う会社
- 商品先物取引をするために必要な市場の開設に関連する業務を行う会社

現実例として、2019年10月現在、金融商品取引所持株会社である株式会社日本取引所グループは、商品市場開設業務を行う会社である株式会社東京商品取引所、並びに商品先物取引をするために必要な市場の開設に関連する業務を行う会社である株式会社日本商品清算機構を子会社としている。

## 自主規制業務について
金融商品取引所は、公正な金融取引市場を維持し、投資家を保護するため、法に定めるところにより自主規制業務を行わなければならないとされている（法第84条）。
その自主規制業務は、
1. 金融商品、金融指標又はオプションの上場又は上場廃止に関する業務
2. 会員等の法令、法令に基づく行政官庁の処分若しくは定款その他の規則又は取引の信義則の遵守の状況調査
3. その他内閣府令で定めるもの

とされている。
この自主規制業務を担う組織形態につき、金融商品取引法は、金融商品取引所の採りうる方法につき選択肢を与えている。

### 自主規制法人
内閣総理大臣の認可を受けて、自主規制業務を行うことを目的として設立される非営利法人である（法第102条の2以下）。会員金融商品取引所、株式会社金融商品取引所又は金融商品取引所持株会社が設立することが出来る（法第102条の3第1項）。

2019年９月現在現存する例として、日本取引所自主規制法人（株式会社日本取引所グループ（金融商品取引所持株会社）傘下の自主規制法人）がある。

#### 背景
金融商品取引所のうち、特に株式会社金融商品取引所は、株式会社であるがゆえに株主価値を高める目的から利益の最大化が求められることとなる。
一方、同一会社内で自主規制業務を並行して行うと、利益相反・自己矛盾の状況が発生しかねないと、従来から指摘があった。
具体例として、株式会社金融商品取引所でありかつ株券市場を運営する取引所（例：東京証券取引所）は、利益を得るために上場会社等から手数料等をより多く獲得するインセンティブがあることになる。
ところが一方では、上場会社が不正を起こしたため売買停止にする、上場廃止にするといった自主規制機能が働くことによって市場の信頼性確保・投資者保護が実現できるもののその結果、自らの手で手数料の獲得を減少させる状況が生じる。
そうすると、利益の追求ができないことで株式会社としての義務を果たせず、株式会社の義務を果たすために規制を恣意的に緩和し運用すると、市場の信頼性・投資者保護が実現できなくなるおそれがあるとされていた。
このような自主規制の機能不全リスクを極力排除し、自主規制機能の独立性を強化する意味から、別法人を設け自主規制機能を移管することで、利益相反・自己矛盾の状況を回避したとされている。

### 自主規制委員会
株式会社金融商品取引所の自主規制に関する事項を決定する機関である（法第105条の4第2項）。自主規制委員3名以上で構成され、その過半数を社外取締役としなければならないとされている（法第105条の5）。

東京金融取引所は、自主規制委員会制度を採用している。
※なお、いずれの形態についても任意とされており、必ずしも自主規制法人を設立したり自主規制委員会を組織する必要はない。

## 国内の金融商品取引所の例
以下は一覧ではなく例であることに注意。また、以下分類で用いる「かつての（法律上の）証券取引所」「かつての（法律上の）金融先物取引所」については、あくまでも法律上の用語としての「証券取引所」「金融先物取引所」が消滅しただけであり、現在も（法律上の用語でない）証券取引所、または（法律上の用語でない）金融先物取引所のそれぞれの業態を維持すること、もしくは維持しないことのいずれも可能であることに注意。

### かつての（法律上の）証券取引所
- 東京証券取引所【株式会社金融商品取引所】
- 大阪取引所（旧大阪証券取引所）【株式会社金融商品取引所】
- 名古屋証券取引所【株式会社金融商品取引所】
- 札幌証券取引所【会員金融商品取引所】
- 福岡証券取引所【会員金融商品取引所】

### かつての（法律上の）金融先物取引所
- 東京金融取引所（旧東京金融先物取引所）【株式会社金融商品取引所】